# Río Sierra Leona
Río Sierra Leona es un río - estuario en el Océano Atlántico al oeste del país africano de Sierra Leona. Está formada por Port Loko Creek y el río Rokel y tiene entre 4 y 10 millas de ancho (16,6 km) y 25 millas (40 kilómetros) de largo. Contiene los puertos principales llamados reina Isabel II Quay y pepel. El estuario es también importante para la navegación. Es el puerto natural más grande en el continente africano. Varias islas, incluida la isla de Tasso (la mayor), la isla de Tombo, y la isla de Bunce con importancia histórica, se encuentran en el estuario.
El río separa a Freetown, capital de la Sierra Leona, que está en el lado sur del puerto, del aeropuerto principal del país, el aeropuerto internacional de Lungi.